# Kreut (Bockhorn)
Kreut ist ein Ortsteil der Gemeinde Bockhorn im Landkreis Erding in Oberbayern.

## Lage
Der Ort liegt fünf Kilometer östlich von Bockhorn und gehört zur Gemarkung Eschlbach, das sich 2,5 Kilometer nördlich befindet. Er liegt im tertiären Isar-Inn-Hügelland (Erdinger Holzland). Die Staatsstraße 2084 verläuft zwei Kilometer südlich.

## Geschichte
Der Ort gehörte bis 1972 zu der ehemaligen Gemeinde Eschlbach und kam bei deren Auflösung zur Gemeinde Bockhorn.